# Cherry Tree (мини-альбом)
Cherry Tree — мини-альбом инди-рок группы The National, вышел 20 июля 2004 года на лейбле Brassland Records. В EP входят студийные записи песен группы, а также композиции «Murder Me Rachael», записанная во время выступления в программе «Black Sessions» на французском радио «France Inter» и «Reasonable Man (I Don’t Mind)», исполненная совместно с Падмой Ньюсомом.

## Список композиций
Слова и музыка всех песен — The National, кроме помеченной.
| №  | Название                        | Автор(ы)     | Длительность |
| -- | ------------------------------- | ------------ | ------------ |
| 1. | «Wasp Nest»                     |              | 3:22         |
| 2. | «All the Wine»                  |              | 3:20         |
| 3. | «All Dolled-Up in Straps»       |              | 4:11         |
| 4. | «Cherry Tree»                   |              | 4:27         |
| 5. | «About Today»                   |              | 4:11         |
| 6. | «Murder Me Rachael» (Live)      |              | 3:37         |
| 7. | «Reasonable Man (I Don't Mind)» | Падма Ньюсом | 5:22         |

## Приглашённые музыканты
- Падма Ньюсом — альт, скрипка, вокал (в песнях «All the Wine» и «Reasonable Man (I Don’t Mind)»), гитара (песня «Reasonable Man (I Don’t Mind)»)
- Нейт Мартинес — электрогитара (песня «Wasp Nest»)
- Ник Ллойд — фортепиано и орган